# Mike Skinner (racerförare)
Mike Skinner, född den 28 juni 1957 i Susanville, Kalifornien, USA, är en amerikansk före detta racerförare.

## Racingkarriär
Skinner vann Nascar:s då nya truckserie 1995, vilket gav honom chansen att tävla i Cupserien, där han tog sex pole positioner, utan att lyckas vinna någon tävling. Han användes ibland för inhopp av mindre team, utan att tävla fulltid, men vann ett uppvisningsrace i Japan, när Nascar för första gången körde något slags race utanför Nordamerika 1998. Hans främsta säsonger kom med Richard Childress Racing, men han lyckades inte upprepa de resultaten utanför teamet.

## Medverkan iThe Grand Tour
I säsong 1 av The Grand Tour medverkade Skinner som "The American". Här var hans roll att testköra olika bilar på bana och kommentera för- och nackdelar med bilarna.